# القريه فاقع (ردمان)

تعديل مصدري - تعديل

القرية فاقع هي إحدى قرى عزلة فاقع ال عوض بمديرية ردمان التابعة لمحافظة البيضاء، بلغ تعداد سكانها 180 نسمة حسب تعداد اليمن لعام 2004.